# 327 f.Kr.

## Händelser

### Efter plats

#### Makedoniska riket
- Alexander den store invaderar norra Indien. Då han åter går över floden Hindu Kush delar han upp sina styrkor. Hälften av armén, under Hefaestions och Perdikkas (vilka båda är kavallerister) befäl, skickas med förnödenheterna genom Khyberpasset, medan Alexander leder resten, med belägringsutrustningen, över bergen i norr. Hans framfart genom Swat och Gandhara markeras av stormningen av den nästintill oöverstigliga bergstoppen Aornos, några kilometer väster om Indusfloden.
- Förhållandet mellan Alexander och Aristoteles försämras när Aristotles brorson, historikern Kallisthenes från Olynthos, som anklagas för förräderi, blir avrättad. Kallisthenes har följt med Alexander för att skriva en krönika över hans fälttåg.

#### Romerska republiken
- Samniternas armé intar Neapolis (nuvarande Neapel). Romarna, som under tiden är på väg söderut, medan samniterna är upptagna i Tarentum, tar tillfället i akt att återta Neapolis och, efter en långvarig belägring, fördriva den samnitiska garnisonen från staden och göra den till en av Roms allierade.

## Födda
- Herakles, utomäktenskaplig son till Alexander den store och hans älskarinna Barsine (dotter till satrapen Artabazos av Frygien) och senare makedonisk tronkrävare (död 309 f.Kr.)

## Avlidna
- Kallisthenes från Olynthos, grekisk historiker, brorson och elev till Aristoteles (avrättad; född cirka 360 f.Kr.)